# Завещание Абдул-Баха
Завещание Абдул-Баха — это основополагающий документ веры Бахаи, написанный Абдул-Баха в три этапа. Некоторые части были написаны во времена непосредственной угрозы для его жизни. Первая часть, вероятно, была написана в 1906 году.
Этот документ является одной из центральных и определяющих книг в литературе первоисточников бахаи, и считается, что он тесно связан с Наисвятой Книгой Бахауллы (отца Абдул-Баха).
Завещание, наряду со Скрижалями Божественного Плана и Скрижалью к горе Кармель, были описаны Шоги Эффенди как хартии администрации бахаи .

## Обзор Завещания
Завет — важнейший аспект Веры Бахаи. Завещание Абдул-Баха иногда считают кульминацией роли Абдул-Баха как «Центра Завета». В этом документе он описывает свои обстоятельства, излагает доказательства, ссылается на козни определенных врагов, разъясняет определенные дела Веры Бахаи и назначает своего внука Шоги Эффенди своим преемником и Хранителем Дела Бога. Он также уточняет структуру администрации бахаи посредством вышеупомянутого учреждения Духовного собрания на национальном уровне и определяет механизм избрания этих Собраний, а также Дома Справедливости.
Завещание состоит из трёх частей, каждая из которых была написана отдельно и при различных обстоятельствах. Однако три части приводятся вместе и вместе составляют полный текст Воли и Завещания.

## Ключевые положения Завещания

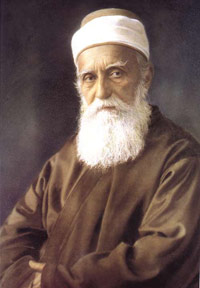
Абдул-Баха Аббас

### Основы бахаи
Абдул-Баха отмечает, что любовь ко всему человечеству — это основополагающий принцип Веры Бахаи. Затем он повторяет двуединое положение Баба как Богоявления Бога и предшественника Бахауллы, и объясняет полное положение Бахауллы.
- «О вы, возлюбленные Господа! В сём священном Законоцарствии распри и раздоры никоим образом не допустимы. Всякий посягатель лишает себя милости Божьей. Всем надлежит являть величайшую любовь, высокую нравственность, прямодушие и искреннее расположение ко всем племенам и народам мира, будь они друзьями или незнакомцами. Дух любви и нежной заботы должен быть столь силён, чтобы незнакомец ощутил себя другом, а враг — истинным братом, невзирая ни на какие различия между ними». (часть 1, абз. 24).
- «Его Святость, Возвышенный (Баб) — Явление единства и единственности Бога и Предтеча Предвечной Красоты». (часть 2, абз. 8)
- «Его Святость Красота Абха (да будет жизнь моя принесена в жертву за Его стойких друзей) есть высшее Явление Бога и Восход Его Наисвященной Сущности. Все остальные суть слуги Его и выполняют Его волю». (часть 2, абз. 8).

### Завет
Абдул-Баха пишет о достоинствах Завета, установленного Бахауллой, и размышляет о его силе. Затем он переходит к описанию страданий, которые центр Веры Бахаи претерпел от людей, не верных Завету, включая мирзу Яхья в отношении Бахауллы и мирзу Мухаммада Али в отношении себя самого.
- «О вы, кто твёрдо и непоколебимо держится Завета! Мирза Мухаммад ‘Али, Средоточие Смуты и Главный Зачинщик зла, вышел из-под сени Дела; нарушил Завет; исказил Священный Текст; нанёс тяжкий урон истинной Вере Бога; разобщил Его народ; охваченный жгучей ненавистью, тщился навредить Абдул-Баха и яростно нападал на сего слугу Святого Порога». (часть 1, абз. 6).

### Хранитель и Всемирный Дом Справедливости
Абдул-Баха устанавливает институт Хранительства как наследственный институт и обрисовывает в общих чертах его основную функцию как Толкователя писаний бахаи. Он заявляет, что Хранитель имеет право назначать Десниц Дела и описывает их взаимоотношения. Затем он говорит об избрании Всемирного Дома Справедливости и повторяет, что только он имеет право принимать законы, которые конкретно не раскрыты в священных книгах бахаи как наследственную службу и обрисовывает в общих чертах его основную функцию как Толкователя писаний бахаи.
«Священная младая ветвь, Хранитель Дела Божьего, а также Всемирный Дом Справедливости, который повсеместным голосованием должен быть избран и учреждён,— оба находятся под покровительством и защитой Красоты Абха, под сенью и непогрешимым руководством Возвышенного (да будет жизнь моя принесена в жертву за них обоих). Что бы ни решили они — то от Бога… Могучая твердыня останется неприступной и целой чрез повиновение тому, кто есть Хранитель Дела Божьего». — Часть 1, абз. 18"Под сим Домом подразумевается Всемирный Дом Справедливости, а значит во всех странах должны быть учреждены Дома Справедливости второй ступени, и эти Дома Справедливости второй ступени должны избирать членов Всемирного Дома Справедливости. Сему совету должны передаваться на рассмотрение все дела. Он вводит законоположения и предписания, которые явно не представлены в Святом Тексте. Это собрание должно решать все трудные вопросы, а Хранитель Дела Божьего — его священный глава и пожизненный почётный член сего совета". — Часть 1, абз. 26

### Десницы Дела Бога
Завещание также определяет обязанности и ответственность Десниц Дела Бога. В их основные обязанности входит распространение Веры Бахаи, а также изгнание мятежников, избрание из своего состава девяти человек, которые будут помогать Хранителю и подтвердят выбор преемника Хранителя.
- «Намерение мое — указать, что Десницы Дела Божьего всегда должны быть настороже, и лишь заметят они, как кто-нибудь начинает противодействовать и прекословить Хранителю Дела Божьего, надлежит им изгнать его из собрания людей Баха и никоим образом не внимать каким-либо его оправданиям». (часть 1, абз. 18)
- «Десницы Дела Божьего должны избрать из своего числа девять человек, которые посвятят всё свое время важному служению деятельности Хранителя Дела Божьего. Сии девять должны быть выбраны либо единогласно, либо большинством собрания Десниц Дела Божьего, а тем, в свою очередь, надлежит единогласно либо большинством голосов одобрить выбор того, кого Хранитель Дела Божьего избрал своим преемником». (часть 1, абз. 20).
- «Десниц Дела Божьего должен предлагать и назначать Хранитель Дела Божьего. Всем надлежит пребывать под его сенью и повиноваться его велениям. Случись так, что кто-то из окружения Десниц Дела Божьего или извне ослушается и устремится к расколу,— постигнет того гнев Бога и месть Его, ибо нанесёт он урон истинной Вере Божьей». (часть 1, абз. 21)
- «Все Десницы Дела Божьего находятся под руководством Хранителя Дела Божьего. Он должен постоянно побуждать их к тому, чтобы они стремились не жалея сил распространять сладостные ароматы Божьи и направлять все народы мира, ибо именно благодаря свету Божественного Водительства освещается вся Вселенная». (часть 1, абз. 23)

## Опротестование воли и завещания
Положения воли и завещания Абдул-Баха были почти повсеместно приняты бахаи, за исключением нескольких западных бахаи, в том числе Германа Циммера и Рут Уайт, которые считали, что Абдул-Баха никогда не установил бы иерархию в Вере Бахаи. Рут Уайт вела кампанию, оспаривающую завещание, в течение нескольких лет, в основном с 1926 по 1929 год, наняв криминолога Чарльза Митчелла для анализа завещания. В его предварительном отчете был сделан вывод, что на основании анализа почерка завещание было написано не Абдул-Баха . Источники бахаи утверждают, что это обвинение отвергалось теми, кто читал по-персидски и был знаком с писаниями Абдул-Баха, включая некоторых оппонентов Шоги Эффенди .